# Nedre Beivur
Nedre Beivur är en sjö i Arvidsjaurs kommun i Lappland och ingår i Byskeälvens huvudavrinningsområde. Nedre Beivur ligger i Byskeälven Natura 2000-område. Sjöns area är 0,12 kvadratkilometer och den befinner sig 377 meter över havet.